# Pachymetopon
Genre
Les Hottentots sont des espèces de poissons marins qui forment le genre Pachymetopon au sein de la famille des Sparidae endémiques d'Afrique du Sud.

## Liste des espèces
Selon FishBase (29 janv. 2016), World Register of Marine Species (29 janv. 2016), ITIS (29 janv. 2016) et NCBI (29 janv. 2016) :
- Pachymetopon aeneum (Gilchrist & Thompson, 1908) - Hottentot bleu
- Pachymetopon blochii (Valenciennes, 1830) - Hottentot
- Pachymetopon grande (Günther, 1859) - Hottentot bronze